# ستيوارت بانير
ستيوارت بانير (بالإنجليزية: Stuart Banner)‏ هو محامي أمريكي، ولد في 20 نوفمبر 1963.